# Речные заводи
«Речные заводи» (кит. трад. 水滸傳, упр. 水浒传, пиньинь shuǐ hǔ zhuàn, палл. Шуй ху чжуань) — китайский классический роман XIV века, основанный на народных сказаниях о подвигах и приключениях 108 «благородных разбойников» — повстанцев из лагеря Сун Цзяна на горе Ляншаньбо (провинция Шаньдун) в правление восьмого императора династии Сун — Хуэйцзуна (1124—1127). «Речные заводи» — первый в истории роман в жанре уся. Один из четырёх классических китайских романов. Современники относили произведение к сяошо —  низкому, народному жанру непритязательной прозы, противопоставляемым каноническим конфуцианским сочинениям. Со временем авторитет книги возрастал. Исследователи характеризуют его как авантюрно-исторический, отмечают его незаурядные литературные особенности.
Авторство романа до сих пор является предметом дискуссий. Так, версия в 70 глав приписывается Ши Най-аню (кит. 施耐庵; при этом неизвестно, кто скрывается за псевдонимом, возможно Ло Гуань-чжун); версия в 100 глав — Го Сюню; авторами версии в 120 глав считаются Ян Дин-цзянь и Юань У-я. По другой версии, Ши Най-ань реально существовал и, напротив, был предшественником и учителем Ло Гуаньчжуна.

## Сюжет
Роман начинается описанием того, как военачальник Хун Синь освобождает 108 духов созвездий из-под каменной черепахи в даосском центре Лунхушань. В следующей главе описывается возвышение Гао-эра по прозвищу Гао Цю, главного антагониста повествования. Он становится приближённым императора Хуэйцзуна и начальником дворцовой стражи. В дальнейшем Гао Цю, воспользовавшись своим положением, изгоняет из столицы учителя фехтования Ван Цзиня. Ван Цзинь бежит в Яньань, по дороге встречая Ши Цзиня, который становится его учеником. Следующие несколько глав рассказывают о начальнике пограничных войск в Яньане, по имени Лу Да, совершившем преступление и вынужденном скрываться. Став монахом, он получает имя Лу Чжишэнь. Затем повествование переходит к его названому брату Линь Чуну, которого Гао Цю несправедливо ссылает в Цанчжоу, но ему удается освободиться. Затем Линь Чун присоединяется к разбойникам, живущим на горе в местности Ляншаньбо. Следующая сюжетная линия повествует о похищении подарков ко дню рождения сановника Цай Цзиня старостой деревни Дунцицунь Чао Гаем и его семерыми друзьями. Затем их раскрывают, и они также вынуждены бежать на Ляншаньбо, где Чао Гая избирают главой разбойников. В дальнейшем к банде присоединяются всё новые и новые члены. Их истории постепенно складываются в одну. Позже Чао Гай умирает от раны, и его место во главе разбойников занимает Сун Цзян, бывший писарь из Юньчэна.
В последующих главах рассказывается о столкновениях разбойников с официальными сунскими властями, затем об их победе над ними. После этого император Хуэйцзун дарует разбойникам помилование. Они помогают ему в борьбе с государством Ляо.

## История произведения
В романе нашли отображение некоторые исторические факты, связанные с восстанием 1120-х годов под руководством Сун Цзяна, произошедшего во времена династии Сун. Сведения о его жизни весьма противоречивы. В Истории Сун упоминается, что императорские войска не смогли противостоять людям Сун Цзяна и решено было даровать им амнистию и направить против мятежников действовавших в провинциях Чжэцзян и Аньхуэй, во главе которых стоял Фань Ла. Истории о благородных разбойниках из Ляншаньбо, скрывающихся от несправедливых правителей и борющихся с ними на благо народа, были широко распространены в народе и передавались изустно в течение долгого времени. Однако уже ко времени Юань подобные сюжеты вышли за рамки исключительно устных форм — так, на их основании ставились пьесы-цзацзюй. Во время правления Мин произошло и письменное оформление историй в формате романа — однако, поскольку оригинал не дошёл до настоящего времени, невозможно сказать, как он выглядел.
Наиболее ранним из сохранившихся считается издание Го Сюня (XVI век), включавшее 100 глав, однако же лишённое значительной стихотворной части. В 1585 году Ли Чжи переиздал и прокомментировал роман, восстановив изъятые стихи и написав авторское предисловие. В 1614 году Ян Дин-цзянь и Юань У-я опубликовали издание из 120 глав, в которое вошли все известные на тот момент истории о героях Ляншаньбо — включая походы против Тянь Ху и Ван Цина, что является наиболее полным вариантом романа. Наиболее популярным оказалось, однако, издание 1641 года, состоящее только из 70 глав — не в последнюю очередь потому, что его редактуру осуществлял известный теоретик и историк литературы Цзинь Шэн-тань (1608—1661). Именно он утвердил мнение о том, что «Речные заводи» написаны в форме багу — восьми частей экзаменационного сочинения, принятых при династиях Мин и Цин. Именно он утвердил мнение о том[стиль], что разбойники Ляншаньбо достойны восхищения в отдельных своих поступках — но в целом являются авантюристами, лжецами и преступниками.
После движения 4 мая и усиления интереса к «простонародной литературе» начался уже научный анализ романа. В 1920 году проф. Ху Ши переиздал шанхайскую версию романа под редактурой Вана Юань-фана, полностью пересмотрев взгляд на «Заводи». На основании анализа цзайцзюй было установлено, что в юаньский период рассказы о героях Ляншаньбо ещё не были собраны в единое произведение, а потому рассматривать его как багу некорректно. Было также установлено, что 70-главная версия Цзинь Шэн-таня является творческой переработкой уже существовавшего текста. Однако личность автора 70-главной версии романа однозначно установлена так и не была — до сих пор неизвестно, кто именно скрывается за псевдонимом «Ши Най-ань». Авторство же 100-главной версии было приписано Ло Гуань-чжуну (которому также приписывается авторство романа «Троецарствие»). На основании сопоставлений с корейскими и японскими авантюрными романами было установлено, что «Заводи» проникли в указанные страны в период Мин в виде пьес-цзацзюй.
В СССР роман (70 глав) впервые был переведён в 1955 году под редакцией А. Рогачёва и впоследствии трижды переиздавался — в 1959 (Москва), 1998 (Рига) и 2008 (Москва) годах. В 1968 году роман был издан в Ленинграде в сокращённом варианте для детского чтения в переводе Е. А. Серебрякова и Б. Л. Лисицы. Версии из 100 и 120 глав на русский язык не переводились.

### 108 отважных героев Ляншаньбо
Ближе к концу повествования на камне в лагере Ляншаньбо были высечены имена главарей повстанцев. В их число не вошёл умерший к тому времени от раны Чао Гай по прозвищу Небесный князь. На лицевой стороне были высечены имена «тридцати шести могущественных и доблестных небесных звёзд». На оборотной стороне камня названы семьдесят две грозные земные звезды. Всего это составляет 108 звёзд судьбы.
| Имя               | Прозвище                             | Первое появление  | Звезда            |
| 36 небесных звёзд | 36 небесных звёзд                    | 36 небесных звёзд | 36 небесных звёзд |
| ----------------- | ------------------------------------ | ----------------- | ----------------- |
| Сун Цзян          | Охраняющий справедливость            | Глава 17          | Главная           |
| Лу Цзюньи         | Нефритовый Цилинь                    | Глава 59          | Большая Медведица |
| У Юн              | Премудрый                            | Глава 13          | Мудрости          |
| Гунсунь Шэн       | Дракон, парящий в облаках            | Глава 14          | Праздности        |
| Гуань Шэн         | Большой меч                          | Глава 62          | Отваги            |
| Линь Чун          | Барсоголовый                         | Глава 8           | Смелости          |
| Цинь Мин          | Громовержец                          | Глава 33          | Натиска           |
| Хуянь Чжо         | С двумя плётками                     | Глава 53          | Величия           |
| Хуа Жун           | Маленький Ли Гуан                    | Глава 21          | Геройства         |
| Чай Цзинь         | Маленький вихрь                      | Глава 8           | Благородства      |
| Ли Ин             | Орёл, взмывающий к облакам           | Глава 46          | Богатства         |
| Чжу Тун           | Бородач                              | Глава 12          | Изобилия          |
| Лу Чжишэнь        | Татуированный монах                  | Глава 2           | Одинокая          |
| У Сун             | Пилигрим                             | Глава 21          | Раненая           |
| Дун Пин           | Полководец с двумя пиками            | Глава 68          | Неподвижная       |
| Чжан Цин          | Стрела без оперения                  | Глава 69          | Быстрая           |
| Ян Чжи            | Черномордый зверь                    | Глава 10          | Темноты           |
| Сюй Нин           | Золотое копьё                        | Глава 69          | Охраны            |
| Со Чао            | Стремящийся вперед                   | Глава 12          | Пустоты           |
| Дай Цзун          | Волшебный скороход                   | Глава 35          | Быстрая           |
| Лю Тан            | Рыжеволосый дьявол                   | Глава 13          | Необычайная       |
| Ли Куй            | Чёрный вихрь                         | Глава 37          | Разрушения        |
| Ши Цзинь          | Девятидраконовый                     | Глава 1           | Малая             |
| Му Хун            | Не знающий преград                   | Глава 36          | Всепроникающая    |
| Лэй Хэн           | Крылатый тигр                        | Глава 12          | Удаляющаяся       |
| Ли Цзюнь          | Дракон, будоражащий реки             | Глава 35          | Долголетия        |
| Юань Сяо-эр       | Глава духов и демонов                | Глава 14          | Меча              |
| Чжан Хэн          | Лодочник                             | Глава 36          | Плоская           |
| Юань Сяо-у        | Недолговечный                        | Глава 14          | Преступления      |
| Чжан Шунь         | Белая лента в воде                   | Глава 37          | Ущербная          |
| Юань Сяо-ци       | Живой царь Яма                       | Глава 14          | Побежденная       |
| Ян Сюн            | Злой Гуань Со                        | Глава 43          | Тюрьмы            |
| Ши Сю             | Отчаянный                            | Глава 43          | Разума            |
| Се Чжэнь          | Двуглавая змея                       | Глава 48          | Жестокости        |
| Се Бао            | Двухвостый скорпион                  | Глава 48          | Слёз              |
| Янь Цин           | Расточитель                          | Глава 60          | Ловкости          |
| 72 земные звезды  |                                      |                   |                   |
| Чжу У             | Гениальный полководец                | Глава 1           | Главная           |
| Хуан Синь         | Покоритель трёх гор                  | Глава 32          | Зловещая          |
| Сунь Ли           | Злой Юйчи                            | Глава 48          | Доблести          |
| Сюань Цзань       | Безобразный зять                     | Глава 62          | Благородства      |
| Хао Сывэнь        | Бог-хранитель                        | Глава 62          | Геройства         |
| Хань Тао          | Непобедимый                          | Глава 54          | Величия           |
| Пэн Цзи           | Глаз неба                            | Глава 54          | Отваги            |
| Шань Тингуй       | Волшебный полководец воды            | Глава 66          | Удивительная      |
| Вэй Динго         | Волшебный полководец огня            | Глава 66          | Свирепая          |
| Сяо Жан           | Волшебный писарь                     | Глава 38          | Учености          |
| Пэй Сюань         | Справедливый судья                   | Глава 43          | Справедливости    |
| Оу Пэн            | Парящий в облаках золотокрылый орёл  | Глава 40          | Мироздания        |
| Дэн Фэй           | Огненноглазый лев                    | Глава 43          | Закрывающаяся     |
| Янь Шунь          | Пятнистый тигр                       | Глава 31          | Силы              |
| Ян Линь           | Парчовый барс                        | Глава 43          | Мрака             |
| Лин Чжэн          | Потрясающий небеса                   | Глава 54          | Земной оси        |
| Цзян Цзин         | Волшебный счетчик                    | Глава 40          | Встреч            |
| Люй Фан           | Маленький Вэнь-хоу                   | Глава 34          | Помощи            |
| Го Шэн            | Соперник Жэнь Гуя                    | Глава 34          | Защиты            |
| Ань Даоцюань      | Волшебный врач                       | Глава 64          | Ума               |
| Хуанфу Дуань      | Рыжебородый                          | Глава 69          | Варварства        |
| Ван Ин            | Коротколапый тигр                    | Глава 31          | Крошка            |
| Ху Саньнян        | Зелёная(змея) в один чжан            | Глава 46          | Разума            |
| Бао Сюй           | Дух смерти                           | Глава 66          | Жестокости        |
| Фань Жуй          | Владыка демонов, будоражащий мир     | Глава 58          | Молчания          |
| Кун Мин           | Кудрявый                             | Глава 21          | Дикости           |
| Кун Лян           | Одинокий огонь                       | Глава 21          | Запальчивости     |
| Сян Чун           | Восьмирукий Нэчжа                    | Глава 58          | Летающая          |
| Ли Гунь           | Великий праведник, взлетающий в небо | Глава 58          | Гуляющая          |
| Цзинь Дацзянь     | Чудесный гравёр                      | Глава 38          | Ловкости          |
| Ма Линь           | Волшебная железная флейта            | Глава 40          | Ясности           |
| Тун Вэй           | Вышедший из пещеры дракон            | Глава 35          | Продвижения       |
| Тун Мэн           | Черепаха, поворачивающая реки вспять | Глава 35          | Угасания          |
| Мэн Кан           | Нефритовая колонна                   | Глава 43          | Полная            |
| Хоу Цзянь         | Обезьяньи руки                       | Глава 40          | Удовлетворения    |
| Чэнь Да           | Прыгающий через стремнины тигр       | Глава 1           | Совершенная       |
| Ян Чунь           | Пятнистая змея                       | Глава 1           | Скрытая           |
| Чжэн Тяньшоу      | Белолицый господин                   | Глава 31          | Необычная         |
| Тао Цзунван       | Девятихвостая черепаха               | Глава 40          | Обычная           |
| Сун Цин           | Железный веер                        | Глава 17          | Благородства      |
| Яо Хэ             | Железный свисток                     | Глава 48          | Музыки            |
| Гун Ван           | Тигр с пятнистой шеей                | Глава 69          | Быстроты          |
| Дин Дэсунь        | Раненый стрелой тигр                 | Глава 69          | Скорости          |
| Му Чунь           | Младший неудержимый                  | Глава 36          | Подавления        |
| Цао Чжэн          | Дьявол ножа                          | Глава 16          | Обузданная        |
| Сун Вань          | Бог-хранитель в облаках              | Глава 10          | Дьявольская       |
| Ду Цянь           | Достающий небо                       | Глава 10          | Чарующая          |
| Сюэ Юн            | Злой тигр                            | Глава 35          | Туманная          |
| Ши Энь            | Золотоглазый тигр                    | Глава 27          | Прячущаяся        |
| Ли Чжун           | Полководец, побивающий тигров        | Глава 2           | Уединенная        |
| Чжоу Тун          | Малый властелин                      | Глава 4           | Пустая            |
| Тан Лун           | Пятнистый леопард                    | Глава 53          | Сиротливая        |
| Ду Син            | Лицо дьявола                         | Глава 46          | Законченная       |
| Цзоу Юань         | Дракон, вышедший из леса             | Глава 48          | Короткая          |
| Цзоу Жунь         | Однорогий дракон                     | Глава 48          | Угольная          |
| Чжу Гуй           | Сухопутный зверь                     | Глава 10          | Преступная        |
| Чжу Фу            | Смеющийся тигр                       | Глава 42          | Спрятанная        |
| Цай Фу            | Железные руки                        | Глава 61          | Спокойная         |
| Цай Цин           | Одинокий цветок                      | Глава 61          | Раненая           |
| Ли Ли             | Бог смерти                           | Глава 35          | Служанка          |
| Ли Юн             | Черноглазый тигр                     | Глава 42          | Исследования      |
| Цзяо Тин          | Безликий                             | Глава 66          | Злобная           |
| Ши Юн             | Каменный полководец                  | Глава 34          | Безобразная       |
| Сунь Синь         | Маленький Юйчи                       | Глава 48          | Судьбы            |
| Тётушка Гу        | Тигрица                              | Глава 48          | Темная            |
| Чжан Цин          | Огородник                            | Глава 16          | Наказаний         |
| Сунь Эр-нян       | Людоедка                             | Глава 16          | Мужества          |
| Ван Динлю         | Мать молний                          | Глава 64          | Низкая            |
| Ю Баосы           | Дух погребения                       | Глава 67          | Здоровья          |
| Бай Шэн           | Дневная крыса                        | Глава 15          | Крыса             |
| Ши Цянь           | Блоха на барабане                    | Глава 45          | Вор               |
| Дуань Цзинчжу     | Рыжий пёс                            | Глава 59          | Собака            |

## Издания

### На русском языке
- Ши Най-Ань. Речные заводи: Роман в 2 томах / Пер. А. П. Рогачева под ред. В. С. Колоколова. — М.: Государственное изд-во художественной лит-ры, 1955. — 500 с., 624 с.
- Ши Най-Ань. Речные заводи: Роман в 2 томах / Пер. А. П. Рогачева под ред. В. С. Колоколова. Изд. 2-е. — М.: Государственное изд-во художественной лит-ры, 1959.
- Ши Най-Ань. Речные заводи / Сокр. пер. с кит. и лит. обраб. Б. Лисицы и Е. Серебрякова. — Л.: «Детская литература», 1968. — 320 с.
- Ши Най-Ань. Речные заводи. Роман в 2 томах / Пер. А. П. Рогачева; предисл. Л. Н. Меньшикова. — Рига: «Полярис», 1992. — 500 с., 624 с. — Серия «Новая библиотека китайской литературы». — ISBN 5-88132-004-2.
- Ши Най-Ань. Речные заводи. Роман в 2 томах / Пер. А. П. Рогачева. — М.: «Эннеагон Пресс», 2008. — 548 с., 688 с. — Серия «Классическая китайская литература». — ISBN 978-5-91051-026-9, ISBN 978-5-91051-025-2.
- Ши Най-Ань. Речные заводи: Роман в 2 томах / Пер. А. П. Рогачева; предисл. Пан Ин, Т. А. Пан. — СПб.: Наука, 2014. — 607 с., 727 с. — Серия «Библиотека китайской литературы». — ISBN 978-5-02-038384-5.
- Ши Най-Ань. Речные заводи: Роман в 2 томах / Пер. А. П. Рогачева М. Скрипториум 2023 год.

## Экранизации
- «Речные заводи» (1972) — Гонконг, фильм
- Речные заводи (Япония, 1973, сериал)
- Все люди — братья (Гонконг, 1975, фильм), продолжение фильма 1972 года
- Речные заводи (Китай, 1983, сериал)
- Речные заводи (Китай, 1998, сериал)
- Hero: 108 (Китай, 2010, мультсериал)
- Речные заводи (Китай, 2011, сериал)

## Влияние
Согласно британскому историку Э. Хобсбауму, китайский революционер Мао Цзэдун в 1917 году призывал своих коллег-студентов подражать героям романа «Речные заводи».